# Тео Бос (футболіст)
Тео Бос (нід. Theo Bos, 5 жовтня 1965, Неймеген — 28 лютого 2013, Овербетуве) — нідерландський футболіст, що грав на позиції захисника за клуб «Вітесс». По завершенні ігрової кар'єри — тренер.

## Ігрова кар'єра
У дорослому футболі дебютував 1983 року виступами за команду клубу «Вітесс», кольори якої і захищав протягом усієї своєї кар'єри гравця, що тривала чотирнадцять років. Більшість часу, проведеного у складі «Вітесса», був основним гравцем захисту команди.

## Кар'єра тренера
Розпочав тренерську кар'єру, повернувшись до футболу після невеликої перерви, 2005 року, очоливши тренерський штаб клубу «Ден Босх».
2009 року повернувся до «Вітесса», з яким була пов'язана уся його ігрова кар'єра, тренував команду з Арнема до жовтня 2010.
У січні 2011 року очолив тренерський штаб варшавської «Полонії», однак вже у березні того ж року був звільнений через незадовільні результати.
Останнім місцем тренерської роботи був «Дордрехт», головним тренером команди якого Тео Бос був призначений 2011 року. Був змушений залишити команду у січні 2012 року після того, як у нього був діагностований рак підшлункової залози. Попри тривале лікування помер від цієї хвороби 28 лютого 2013 року на 48-му році життя.
На заходах із вшанування пам'яті колишнього гравця і тренера, що відбулися на ГелреДомі, домашній арені «Вітесса», взяли участь близько семи тисяч уболівальників команди. Арнемський клуб вивів з обігу четвертий ігровий номер, під яким виступав померлий захисник, і довічно закріпив його за Босом.